# Haplota clavata
Haplota clavata är en mossdjursart som först beskrevs av Walter Douglas Hincks 1857.  Haplota clavata ingår i släktet Haplota och familjen Hippothoidae. Arten är reproducerande i Sverige. Inga underarter finns listade i Catalogue of Life.